# إي إس بي إن إف سي
إي إس بي إن إف سي هو موقع ويب من نوع موقع ويب حول الرياضات أنشئ في 1995، الموقع ملك إي إس بي إن، ويقع مقره الرئيسي في الولايات المتحدة، وهو متوفر باللغة الإنجليزية.

## وصلات خارجية
- الموقع الرسمي